# Fondation Vasarely
La Fondation Vasarely est un centre architectonique (création d'une structure mêlant art et architecture au service d'un sens qui lui est propre) situé à Aix-en-Provence, érigé entre 1971 et 1976 par l'artiste contemporain franco-hongrois Victor Vasarely. Conçu comme un centre architectonique, il abrite dans une architecture faite d'alvéoles des œuvres de Vasarely intégrées aux façades et à des murs internes du bâtiment, qui de son vivant pouvaient servir d'inspiration pour les commandes qu'on lui passait. Situé en bordure sud-ouest d'Aix-en-Provence, dans le quartier du Jas-de-Bouffan, il accueille aujourd'hui également des expositions temporaires ou autres événements culturels. Il est classé aux Monuments historiques depuis 2013, et a une fréquentation annuelle de l'ordre de 101 677 visiteurs (en 2019). Il bénéficie de l'appellation Musée de France.

## Origine de la Fondation Vasarely
C'est issu d'une volonté de donner son œuvre à voir au plus grand nombre et d'utiliser leurs revenus pour une action d'utilité publique que Victor Vasarely et son épouse Claire fondent la Fondation Vasarely. Ce lieu, ils le voulaient indépendant des marchands, de l'administration, des financiers, et des partis politiques, mais contributeur de la création de ce qu'est selon Victor Vasarely la Cité Polychrome du bonheur. Cette dernière constitue l'aboutissement du programme de Vasarely à partir de la série Folklore Planétaire, pensé d'après l'explosion démographique du XXe siècle, qu'il pose à l'encontre des constructions « hideuses » et monotones de son époque pouvant nuire à la santé physique des gens, par des architectes ayant perdu le sens du mot « architecture », et en répondant à son souhait le plus cher d'un art qui redeviendrait social, accessible à tous, et participant à la vie urbaine.
Ce centre architectonique recouvre, en plus d'une fonction esthétique, un programme ambitieux : « combattre les nuisances visuelles, embellir l'environnement artificiel, réaliser la Cité polychrome du bonheur » (Victor Vasarely).
Claire et Victor Vasarely ont entièrement doté et financé, par la vente de plusieurs des œuvres de Victor Vasarely, cette institution à but non lucratif reconnue d'utilité publique en 1971, avec des donations inaliénables considérables pendant plus de vingt-cinq années dans le cadre de la législation française sur les fondations.

## Caractéristiques architecturales et contenu
La Fondation Vasarely se compose de 16 alvéoles hexagonales juxtaposées formant un ensemble de 90 mètres de long, 45 mètres de large et 12 mètres de haut.
Les façades extérieures sont en aluminium anodisé, présentant en alternance un grand rond noir sur fond argent et un grand rond argent sur fond noir.
Tout a été construit selon la conception de Victor Vasarely et à ses seuls frais.
À l'intérieur de la Fondation Vasarely, 44 intégrations (« intégration » est un mot clef dans l'œuvre de Victor Vasarely, faisant référence à l'intégration d'œuvres d'art dans l'architecture) sont présentées au public.

## Un art pour tous
Témoignant d'une réflexion sur l'art et du regard avant-gardiste que Victor Vasarely portait sur le rôle de l'artiste au XXe siècle, la Fondation fut créée pour vulgariser l'art sans discriminations culturelles ou sociales : un art pour tous ; accessible à tous.
D'architecture avant-gardiste, la Fondation est pensée comme une gigantesque sculpture lumino-cinétique où les animations optiques de la façade préfigurent les jeux cinétiques des 42 intégrations monumentales que l'on découvre à l'intérieur du bâtiment.
Les travaux de Victor Vasarely les plus connus sont présentés à la Fondation sous forme d'œuvres monumentales permettant au visiteur d'apprécier l'aboutissement auquel Vasarely amène la peinture abstraite géométrique sous le nom d'art cinétique. Vasarely fut l'un des promoteurs de ce mouvement, ainsi que son fils Yvaral, plasticien et graphiste. La Fondation présente leurs œuvres, ainsi que celles d'artistes contemporains qui travaillent sur les interactions entre l'œuvre et le public dans des expositions temporaires.

## Gestion
La Fondation Vasarely est gérée de 1981 à 1993 par l'Université de droit, d'économie et des sciences d'Aix-Marseille III.
En 1995, à la suite d'un arbitrage successoral, au profit de ses deux fils, qui contrevient au caractère inaliénable des œuvres de la fondation voulu par Vasarely, celle-ci et le château-musée de Gordes sont vidés de tout ce qui est transportable : 430 toiles, 798 études, 18 000 sérigraphies. Le 28 février 2024, la cour de cassation confirme l'arrêt de la cour d'appel de Paris du 1er février 2022 qui, à la demande de Pierre Vasarely, petit-fils de l'artiste, avait annulé cet arbitrage et condamné l'avocat Yann Streiff à rendre 87 œuvres reçues en paiement de ses honoraires. Le 5 juillet 2024, la cour d'appel de Paris valide la saisie par le FBI, le 11 avril 2023, de 112 œuvres sur les 600 transportées en 2012 à Porto Rico par Michèle Taburno, la belle-fille de l'artiste.
Aujourd'hui, la Fondation Vasarely est gérée au quotidien par une équipe de 10 personnes, présidée par Pierre Vasarely, et dont les décisions inhérentes à l'organisation de la structure sont prises par un Bureau.

## Les activités de la Fondation
La Fondation Vasarely propose à ce jour un panel d'activités permettant l'accessibilité de l'Œuvre de Victor Vasarely à tous les publics.
- Visites guidées (Jeux de piste, Rendez-vous autour d'une œuvre, Un jour une œuvre, visite contée)
- Parcours ludiques (Baby-art, Le mercredi c'est permis !, Jouons avec Vasarely)
- Ateliers vacances
- Organisation d'anniversaire
- Week-end en famille (samedis cinétiques, dimanches découvertes)

## Expositions temporaires
- Sud Est, le constructivisme en héritage: Europe de l'Est et Amérique du Sud, 12 septembre 2020 au 31 janvier 2021, en collaboration avec le Centre Georges Pompidou - Beaubourg - Paris
- Les œuvres dispersées de Vasarely du Musée didactique de Gordes, 1970-1990, 10 juin 2020 au 23 août 2020
- La révolution permanente, 7 juin au 20 octobre 2019 , en collaboration avec le Centre Georges Pompidou - Beaubourg - Paris
- Fermeture pour travaux, par l'ESAAIX, 7 avril au 23 avril 2017.
- Thierry Van Hasselt, Vivre à Frandisco, 1er avril au 21 mai 2016.
- Risque d'exposition, par l'ESAAIX, avril 2016.
- Sénescence, par les étudiants du Master Création et Gestion de l'Image Numérique, Aix-Marseille-Université, avril 2016.
- MultipliCITE, 2 juin au 2 octobre 2016.
- Regards sur la ville, exposition de photographes hongrois, 8 au 13 novembre 2016.
- Festival Gamerz, 4 au 13 novembre 2016.
- Fantasy, l'électro-gang d'Hervé Chaussard invite le public à la danse, 16 décembre 2016.
- Jean-Pierre Husquinet, 2017.
- Eclats de Lumière, Lumière en balade et Lumière en images, en partenariat avec le collectif Eclats de lumière et l'Institut Pytheas, Aix-Marseille-Université et le réseau, avec le soutien de la Région PACA, 2017.